# Kei Kobayashi
Kei Kobayashi (小林啓?), más conocido como KOBAMETAL, es un productor, letrista y compositor japonés de la agencia de talentos Amuse, Inc. Desde el 2010 ha sido el productor del grupo de kawaii metal, Babymetal.

## Biografía
El interés de Kobayashi por el heavy metal comenzó en su sexto año en la escuela primaria después de escuchar a la banda Seikima-II. En la escuela secundaria, fue miembro del club de música. Tocó la guitarra en una banda de rock, vistiendo todo de negro y tocando música similar al heavy metal.  Mientras estudiaba ciencias políticas y economía en la universidad, invirtió el dinero que ganaba con trabajos a tiempo parcial en su banda. Le gusta escuchar música de ritmo rápido publicada por sellos como Shrappel Records. Se unió a Amuse en 1996 y pasó los primeros años de su carrera haciendo promoción mediática para bandas visual kei como Siam Shade y Cascade. 
El 14 de marzo de 2009 acompañó a Mini-Pati, un grupo de chicas con temática de pastelería, formado por Amuse en cooperación con el Ministerio de Agricultura, Silvicultura y Pesca de Japón, en su aparición en el concierto de despedida de Karen Girl's, del cual Suzuka Nakamoto era miembro.  Después de ver la actuación de Nakamoto, Kobayashi planeó lanzar una nueva unidad musical que combinara J-pop y heavy metal con Suzuka como cantante principal. Yui Mizuno, exmiembro de Babymetal, también estuvo presente en el concierto. 
En 2010, Amuse formó el grupo idol Sakura Gakuin con la temática de la vida escolar y las actividades del club. Una de las subunidades formadas dentro del grupo fue el Club de música pesada, producido por Kobayashi, y Mini-Pati también fue absorbida como la subunidad del Club de cocina. En febrero de 2011, Amuse anunció que los miembros de Club de música pesada, Suzuka Nakamoto, Yui Mizuno y Moa Kikuchi, actuarían bajo el nombre de Babymetal.
En 13 de marzo de 2016, Kobayashi recibió un premio a la Excelencia de la Asociación de Medios Digitales en Japón por su éxito en la promoción de Babymetal a nivel internacional. 
En junio de 2022, Kobayashi fue nombrado director de Kulture, Inc., una subsidiaria de Amuse que se encargaría de la integración de nuevas tecnologías como el metaverso y NFT en la industria del entretenimiento. 